# مكتب المفقودات

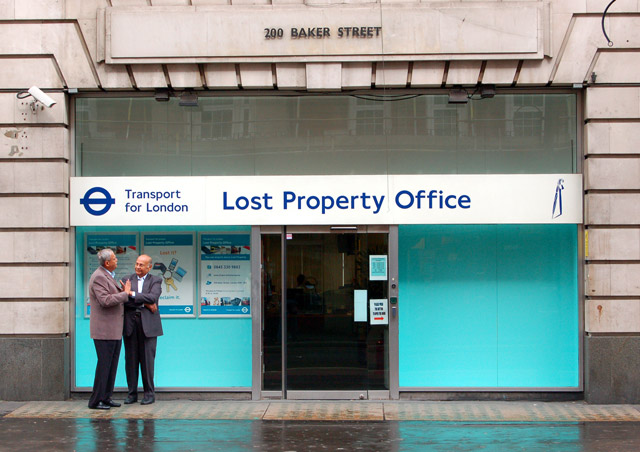
مكتب المفقودات لهيئة النقل في لندن

مكتب المفقودات هو مكتب في مبنى عام أو منطقة حيث يمكن للأشخاص الذهاب لاسترداد أشيائهم المفقودة التي قد يجدها الآخرون. غالبًا ما توجد هذه المكاتب في المتاحف والمتنزهات والمدارس، يقع مكتب المفقُود عادةً بالقرب من المدخل الرئيسي.
تحاول بعض مكاتب المفقودات عندما يتم العثور على الأغراض المفقودة الاتصال بأصحاب المفقودات في حالة توفر هويات شخصية. تقريبًا جميع مكاتب الممتلكات المفقودة تبيع أو تتبرع أو تتخلص من الأشياء المفقودة بعد فترة معينة لتفريغ مخزنها.

## التاريخ
في اليابان، يعود تاريخ نظام الملكية المفقودة على رمز مكتوب في عام 718م. نُظم أول مكتب حديث للمفقودات في باريس عام 1805. وأمر نابليون محافظه بتأسيسه كمكان مركزي. وفقًا لجان ميشيل إنجراندت، الذي تم تعيينه مديرًا للمكتب في عام 2001. لم يكن لويس ليبين، الذي كان آنذاك محافظًا للشرطة، يُنظم مكانًا «لجمع كل الأشياء التي تم العثور عليها في شوارع باريس».